# Partiet för europeisk framtid
Partiet för europeisk framtid, Partija za Evropska Idnina (PEI) är ett politiskt parti i Nordmakedonien. 
I parlamentsvalet den 5 juli 2006 fick partiet 11 255 röster (1,2 %), erövrade därigenom ett mandat och kunde bilda regering tillsammans med VRMO-LPM-koalitionen, Albanska demokratiska partiet (DPS), Nya Socialdemokratiska partiet (NSDP) och Demokratisk förnyelse av Makedonien.